# Nicola Vicentino
Nicola Vicentino (Vicenza, 1511 - MIlão, 1575 ou 1576) foi um compositor e teórico musical italiano.

## Biografia
Pode ter estudado com Adrian Willaert em Veneza, e desde cedo se interessou pelo Humanismo e pela música da Grécia Antiga, que apenas estava começando a ser redescoberta através do trabalho de eruditos como Giangiorgio Trissino e Girolamo Mei. Entre os anos 1530 e 1540 mudou-se para Ferrara, que estava se tornando o centro da vanguarda musical italiana, e é possível que tenha sido professor do Duque de Ferrara e seus familiares. Nesta época sua reputação cresceu como compositor de madrigais. Em 1551 envolveu-se em um célebre debate teórico com Vicente Lusitano sobre as relações entre a música grega antiga e a prática de sua época, do qual saiu vencedor Lusitano. Não se dando por vencido, continuou suas pesquisas, que o levaram a construir um archicembalo com afinação microtonal e elaborar um sistema de escrita cromática séculos antes da formulação do sistema temperado.
Depois passou temporadas em Roma, voltou a Ferrara, foi a Siena e voltou a Vicenza, onde se tornou mestre de capela da catedral, mas apenas para logo aceitar uma colocação em Milão. Em torno de 1570 estabeleceu contatos com a corte de Munique, embora parece que nunca tenha ido para lá. Faleceu em Milão vitimado pela peste.
Sua obra mostra avançada escrita cromática, mas sua reputação deriva principalmente dos seus escritos teóricos, onde se destaca L'antica musica ridotta alla moderna prattica. Suas inovações foram uma influência durante as duas décadas seguintes, especialmente na obra de Luzzasco Luzzaschi e Carlo Gesualdo. Foi um dos primeiros teóricos a chamarem a atenção para o papel das dinâmicas na prática musical.